# Kroktjärnen (Degerfors socken, Västerbotten, 716468-168944)
Kroktjärnen är en sjö i Vindelns kommun i Västerbotten och ingår i Sävaråns huvudavrinningsområde.